# Glaciar Arensky
El glaciar Arensky (71°39′S 72°15′O / -71.650, -72.250) es un glaciar en la Antártida que se encuentra 5 km al este del glaciar Alyabiev. Se extiende hacia el sur desde la península de Beethoven en la isla Alejandro I, hasta entrar en la parte norte de ensenada Boccherini. El glaciar Arensky fue nombrado por la Academia de Ciencias de Rusia en honor de Antón Arenski, un compositor ruso del siglo XIX.